# Szeijú

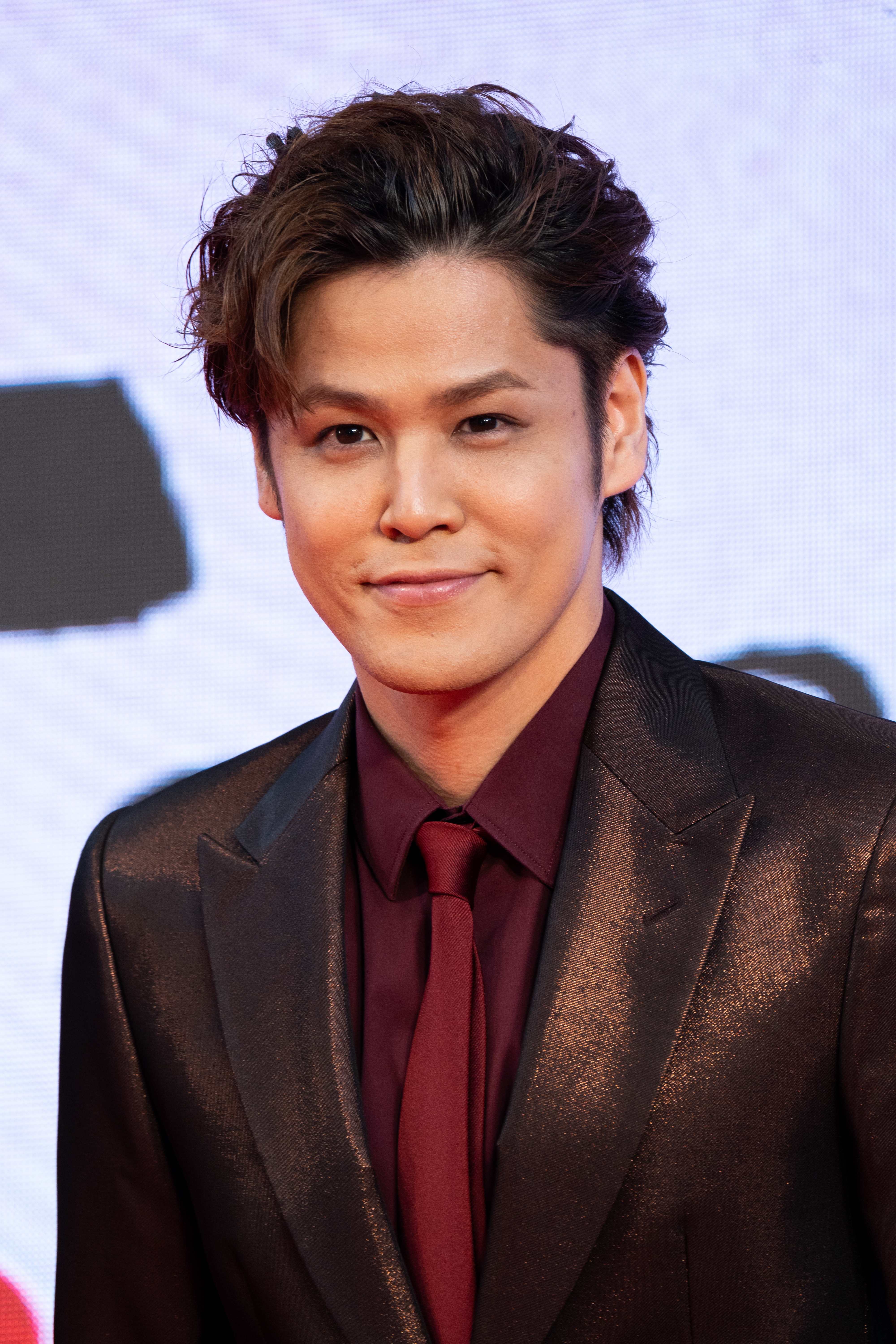
Mijano Mamoru szeijú (2019)

A szeijú (声優; Hepburn: seiyuu) a 声の俳優 (koe no haiyū) rövidítése, szó szerinti jelentése: „hangszínész”. A "szinkronszínész" megfelelője a japán nyelvben. Japánon kívül azonban csak a japán szinkronszínészek megnevezésére használatos, elsősorban az animés szubkultúrán belül. Jelenleg Japánban készül az animációs sorozatok körülbelül 70 százaléka, így a szeijúk komoly, országos hírnévre tehetnek szert, emellett teljes munkaidőben végezhetik munkájukat és nagyobb beleszólásuk van karrierjük alakulásába, mint más országok szinkronszínészei esetében. A leendő szeijúk képzését segítendő, az országban körülbelül 130 szeijúiskola is működik, és sokuk dolgozik színtársulatokba szerveződve. 
A szeijúk gyakran a zeneiparban is kipróbálják magukat (például Hirano Aja), néha pedig részt vállalnak úgynevezett live action filmadaptációkban is, azaz olyan filmekben és tévésorozatokban, amelyeket animék vagy videójátékok alapján készítettek. Sok szeijúnak – elsősorban nőknek, mint például Hajasibara Megumi, Inoue Kikuko, Hiszakava Aja, vagy Kugimija Rie – van nemzetközi rajongói tábora, akik gyakran azért (is) néznek meg egyes animéket, filmeket, vagy sorozatokat, hogy hallhassák az adott színészt.

## Lásd még
- Anime